# Carles Llorenç d'Àustria
Carles Llorenç d'Àustria (Galapagar, 12 d'agost de 1573 - Madrid, 9 de juliol de 1575) va ser un infant d'Espanya, fill de Felip II, mort en la infància abans de complir els dos anys.
L'infant va néixer el 12 d'agost de 1573, fill del rei Felip II de Castella i de la seva quarta esposa, la reina Anna d'Àustria. El naixement es va produir al poble de Galapagar, on casualment estava la reina quan es va posar de part mentre anava de camí de Madrid des del monestir de San Lorenzo de El Escorial. Arran del part, es va habilitar al poble una dependència com a maternitat per a la Corona, situada en una casa del carrer Real. Després de donar a llum la mare, l'infant va ser batejat a l'església parroquial pel nunci apostòlic; el nom de Carles se li va donar en record al seu avi, l'emperador Carles V.
El naixement va succeir poc abans de complir-se dos anys del naixement del llavors príncep d'Astúries, Ferran. Amb tot, Carles Llorenç va morir a Madrid encara infant, poc abans de complir els dos anys, el 9 de juliol de 1575. El seu germà només el sobreviuria uns anys més, perquè va morir el 1578 i esdevindria hereu el futur Felip III.
El cadàver de l'infant va ser portat pel bisbe de Sigüenza, Juan Manuel, al monestir d'El Escorial. All va ser enterrat al Panteó dels Infants, concretament al mausoleu de pàrvuls. A l'epitafi de la seva tomba resa LAVRENTIUS, PHILIPPI II FILIVS.